# Guigues II le Chartreux
Œuvres principales
- Échelle des Moines

Guigues II le Chartreux, né en 1114 et mort vers 1193, est élu pour sa piété et ses grandes vertus 9e prieur de la Grande Chartreuse en 1173. Ce solitaire est surnommé l’Ange pour sa contemplation divine, peu attiré par les affaires terrestres, il démissionne en 1176. Son ouvrage de référence L’échelle des moines est une des bases de la Lectio divina depuis le Moyen Âge. 

## Biographie
Guigues II est un moine chartreux auteur de copies d’anciens écrivains chrétiens ou de nouveaux ouvrages dans la tradition des Chartreux. Son comportement vertueux exemplaire dans la contemplation et son aptitude méthodique pour décrire les règles de vie ou de prière, le font élire Prieur de la Grande Chartreuse et succède à Basile de Bourgogne.
Ses ouvrages sont largement diffusés y compris à l’étranger. L’ouvrage de référence est L’échelle des Moines, élévation de la terre au ciel, un échange entre l’homme et Dieu. 
Il définit les quatre temps de la Lectio divina : lecture, méditation, prière, contemplation toujours utilisé dans les temps modernes.

Quatre temps de la Lectio divina

Guigues II donne sa démission en 1176 pour retrouver la solitude et contemplation du moine sans contraintes terrestres. Avant sa démission, le Pape Alexandre III lui envoie une Bulle lui signifiant qu’il prend sous sa protection l’Ordre des Chartreux. Certains documents datent sa mort entre 1188 et 1193.

## Publications
- Guigues II le Chartreux, Lettre de Guigues II le Chartreux au frère Gervais sur la vie contemplative (lire en ligne)
- Guigues II le Chartreux, Traité de l'oraison mentale, Lyon, J.M. Barret, 1827, 35 p. (lire en ligne), P3 Des quatre degrés des exercices de l'esprit
- Guigues II le Chartreux, Lettre sur la vie contemplative (l'echelle des moines). douze méditations, Le Cerf, 1976, 231 p. (ISBN 978-2-204-01524-0)
- Guigues II le Chartreux, L'Échelle du Paradis : lettre sur la vie spirituelle, Parole Et Silence, 1999, 107 p. (ISBN 978-2-911940-67-5)